# Bad Genius: The Series
Bad Genius: The Series-Thiên tài bất hảo (tiếng Thái: ฉลาดเกมส์โกง; RTGS: Chalat Kem Kong) là một bộ phim truyền hình Thái Lan ra mắt năm 2020 với sự tham gia của Plearnpichaya Komalarajun (Juné), Jinjett Wattanasin (Jaonaay), Sawanya Paisarnpayak (Nana) và Paris Intarakomalyasut (Ice).  Chuyển thể từ bản điện ảnh cùng tên, bộ phim bao gồm dàn diễn viên và nhà sản xuất hoàn toàn mới được đạo diễn bởi Pat Boonnitipat của GDH 559.
Phim được công chiếu trên One31 và WeTV vào ngày 3 tháng 8 năm 2020, phát sóng lần lượt vào thứ Hai và thứ Ba lúc 20:15 ICT và 23:00 ICT. Loạt phim kết thúc vào ngày 8 tháng 9 năm 2020. Phim cũng phát trên WeTV tại Việt Nam.

## Nội dung
Phim vẫn xoay quanh nhân vật nữ chính Lin (Plearnpichaya Komalarajun) - một học sinh thần đồng với thành tích đáng nể, gần đây nhất còn giành giải quán quân trong cuộc thi ghép chữ. Lin được nhận học bổng miễn giảm học phí tại một trường học danh tiếng, và đó cũng là lúc cô gặp bạn học Grace (Sawanya Paisarnpayak). Nhân vật này cũng có chuyện đời tư giống hệt bản điện ảnh, vì muốn đóng kịch trường nên nhờ Lin phụ đạo môn Toán. Thế nhưng khi bước vào kỳ thi, Lin phát hiện ra thầy giáo đã tiết lộ đề kiểm tra cho nhóm học sinh phụ đạo, nên cô quyết định gian lận để giúp Grace.
Vẫn là động lực ấy, vẫn là với chiêu trò ấy, Grace hớn hở đưa Lin đến gặp bạn trai cô là Pat (Paris Intarakomalyasut), và nhờ cô giúp đỡ thêm để cậu được bố thưởng cho siêu xe. Ngược lại, Pat sẽ trả thù lao cho Lin đủ để cô nàng bù vào phần tiền cơ sở vật chất mà bố cô đang chật vật để đóng. Cũng vào lúc này, giữa hai bố con Lin xảy ra chút mâu thuẫn nhỏ về vấn đề kinh tế, từ đó dẫn đến việc Lin đồng ý giúp đỡ Pat.
Tuy nhiên, sự liều lĩnh của cô bé ngày một lớn khi vạch ra một kế hoạch "tày trời" để gian lận bài thi kiểm tra năng lực quốc tế STIC, nhằm giúp đám bạn giàu có đạt điểm cao và mang về một số tiền lên đến hàng triệu baht. Để phi vụ trót lọt, cô buộc phải nhờ tới sự trợ giúp của Bank (Jinjett Wattanasin), một cậu học sinh nghèo sở hữu trí nhớ siêu phàm nhưng chính trực và thích "mách lẻo". Hàng loạt rắc rối bắt đầu từ đây.

## Phân vai
Dưới đây là dàn diễn viên của phim:
| Diễn viên                        | Trong vai |
| -------------------------------- | --------- |
| Plearnpichaya Komalarajun (Juné) | Lynn      |
| Jinjett Wattanasin (Jaonaay)     | Bank      |
| Sawanya Paisarnpayak (Nana)      | Grace     |
| Paris Intarakomalyasut (Ice)     | Pat       |

| Diễn viên                           | Trong vai            |
| ----------------------------------- | -------------------- |
| Saksit Tangthong (Tang)             | Vit (cha của Lynn)   |
| Apasiri Nitibhon (Um)               | Hiệu trưởng Pornthip |
| Ruengrit McIntosh (Willy)           | Ake (cha của Pat)    |
| Rasee Wacharapolmek (Organ)         | Wan (mẹ của Lynn)    |
| Ratchanok Sangchuto                 | mẹ của Bank          |
| Siraphan Wattanajinda               | Music                |
| Tonhon Tantivejakul (Ton)           | Ping                 |
| Panachai Sriariyarungruang (Junior) | Third                |
| Sadanon Durongkaveroj (Nont)        | Tong                 |
| Sarut Vichitrananda (Big)           | ông Sophon           |
| Claudine Craig                      | Claire               |
| Lawrence de Stefano                 | Mr. X                |

Khách mời
- Awat Ratanapintha (Ud) (Tập 12)

## Sản xuất
Bộ phim được giới thiệu lần đầu trong sự kiện tập đoàn Tencent ra mắt WeTV ở Thái Lan vào năm 2018. Trong khi bản gốc tập trung vào những nỗ lực của các nhân vật chính để gian lận trong kỳ thi, thì bản truyền hình đi sâu vào cuộc sống của họ. Pat Boonnitipat, đạo diễn Project S: The Series – SOS của GDH 559, được giao nhiệm vụ làm đạo diễn của loạt phim cùng với loạt nhân vật chính và nhà sản xuất mới.
Trong số các nhân vật chính, chỉ có Jinjett Wattanasin là có ít kinh nghiệm diễn xuất. Plearnpichaya Komalarajun trước đây tham gia loạt phim One Year 365 (2019) trong khi Paris Intarakomalyasut và Sawanya Paisarnpayak tham gia  In Family We Trust (2018). Để có được góc nhìn từ các thế hệ khác nhau về tâm lý các nhân vật chính, Boonnitipat còn bổ sung thêm các diễn viên gạo cội như Apasiri Nitibhon, Willie McIntosh và Saksit Tangthong.

## Rating
- Tập 1: 1.09
- Tập 2: 1.04
- Tập 3: 0.99
- Tập 4: 0.86
- Tập 5: 1.03
- Tập 6: 0.96
- Tập 7: 1.0
- Tập 8: 1.25
- Tập 9: 0.95
- Tập 10: 0.8
- Tập 11: 0.92
- Tập 12: 1.01

Trung bình: 0.99